# Бойрон
Бойрон (нім. Beuron) — громада в Німеччині, знаходиться в землі Баден-Вюртемберг. Підпорядковується адміністративному округу Тюбінген. Входить до складу району Зігмарінген.
Площа — 35,11 км2. Населення становить 651 осіб (станом на 31 грудня 2020).

## Географія

### Адміністративний поділ
Громада складається з таких районів:
| Герб                  | Назва          | Населення | Площа |
| --------------------- | -------------- | --------- | ----- |
| Beuron                | Бойрон (центр) | 230       | ?     |
| Hausen im Tal         | Гаузен-ім-Таль | 300       | ?     |
| Kein Wappen Verfügbar | Лангенбрунн    | 50        | ?     |
| Kein Wappen Verfügbar | Найдінген      | 100       | ?     |
| Kein Wappen Verfügbar | Тіргартен      | 85        | ?     |

## Галерея

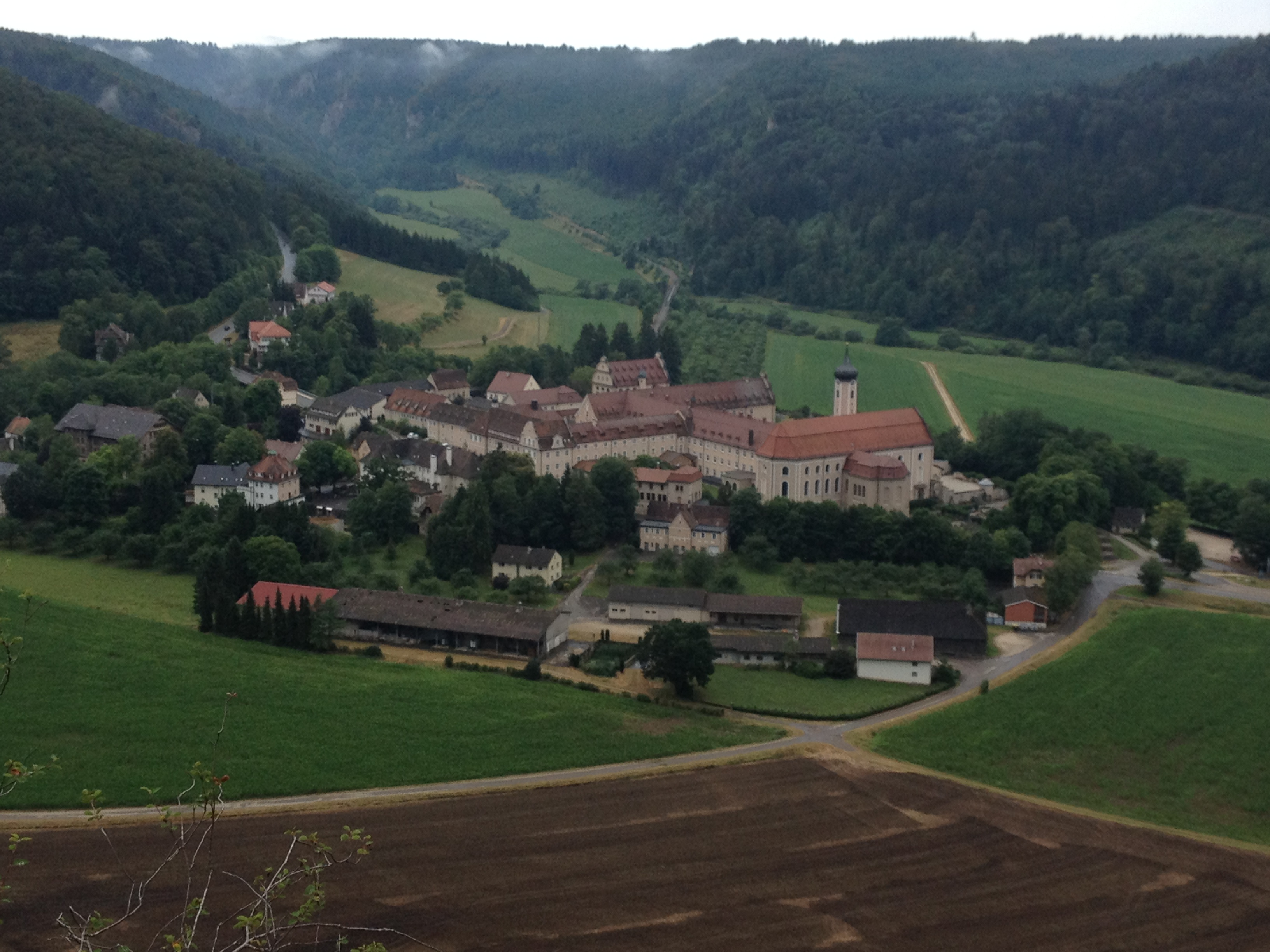
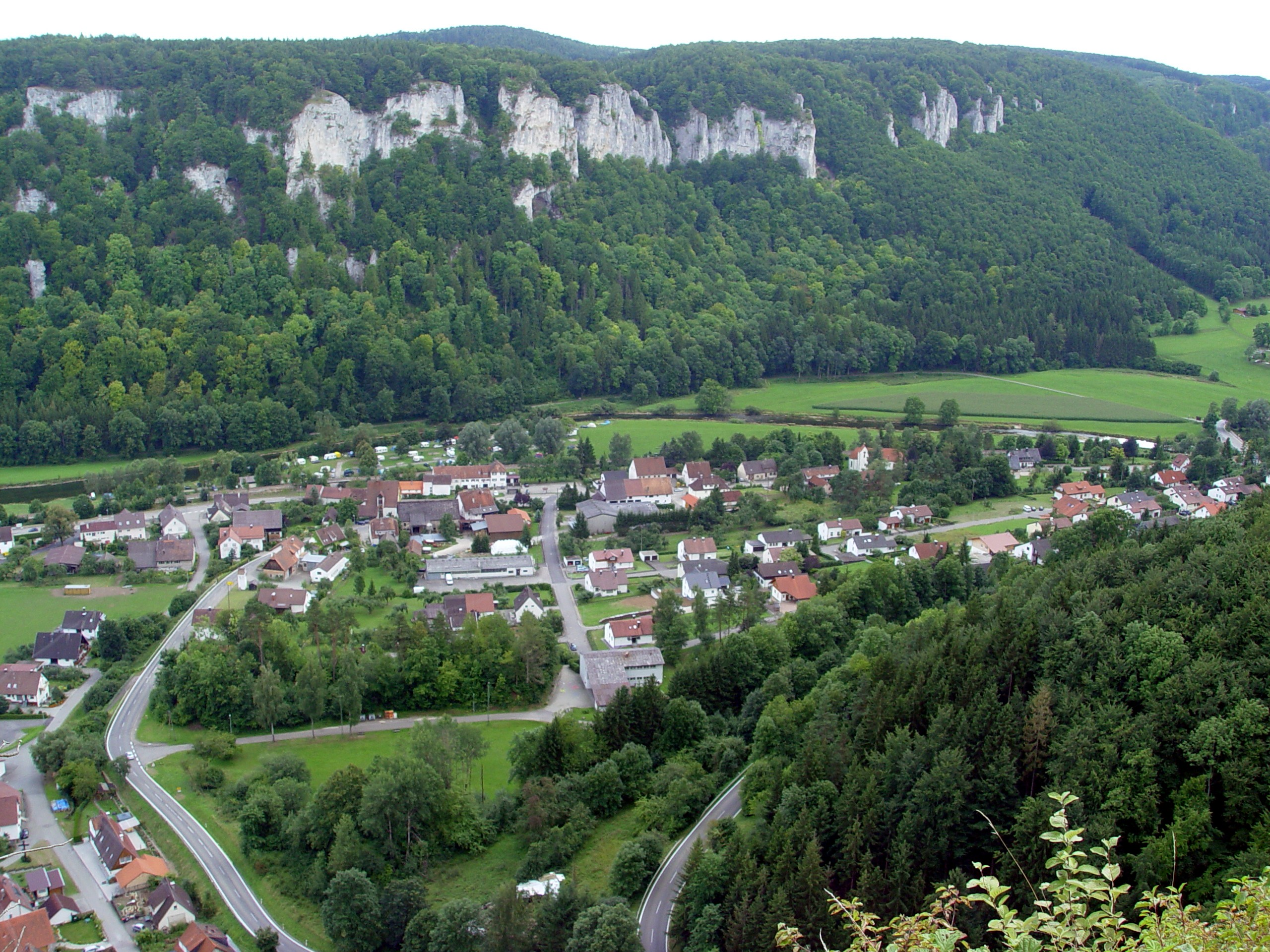
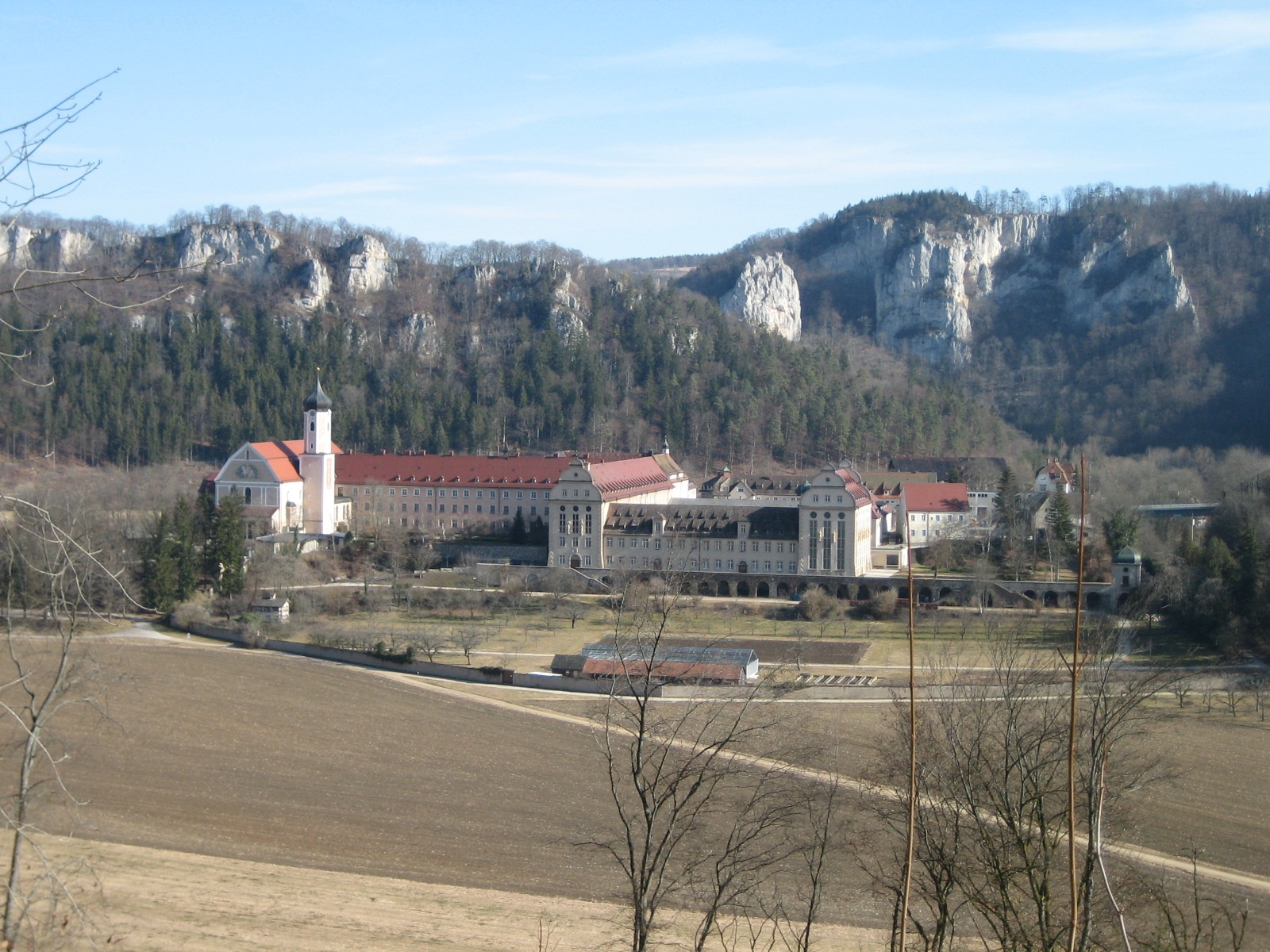
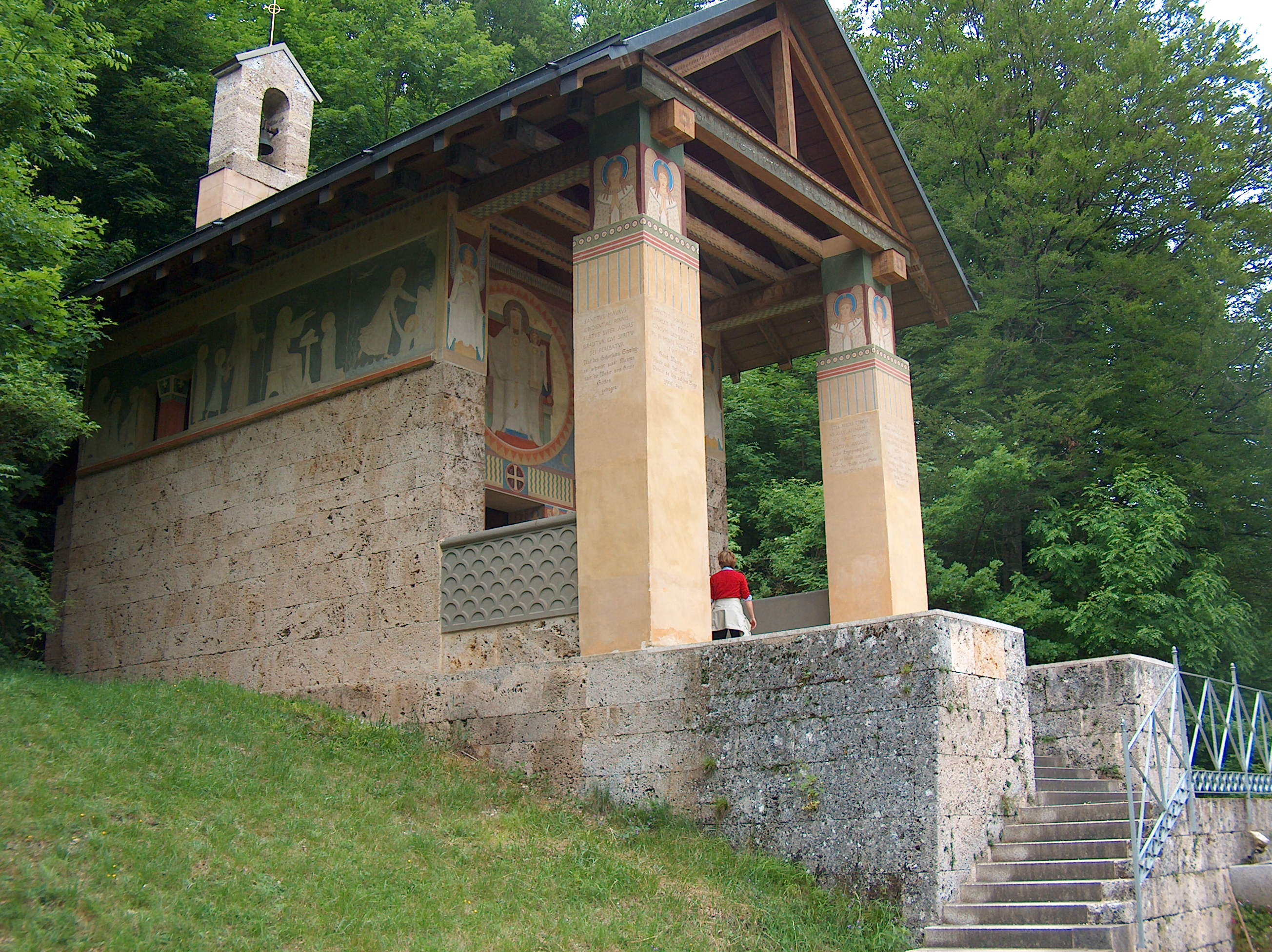
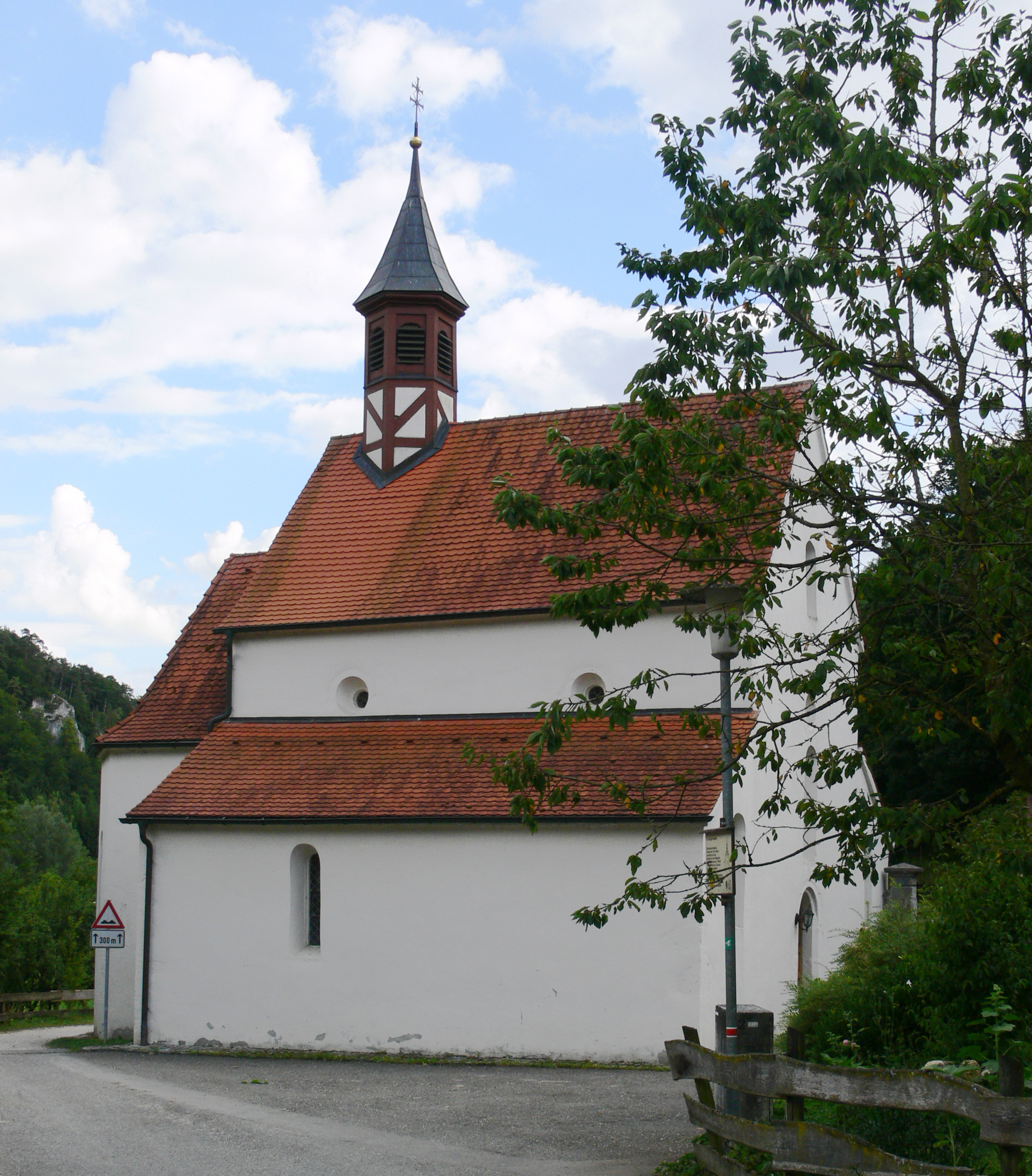
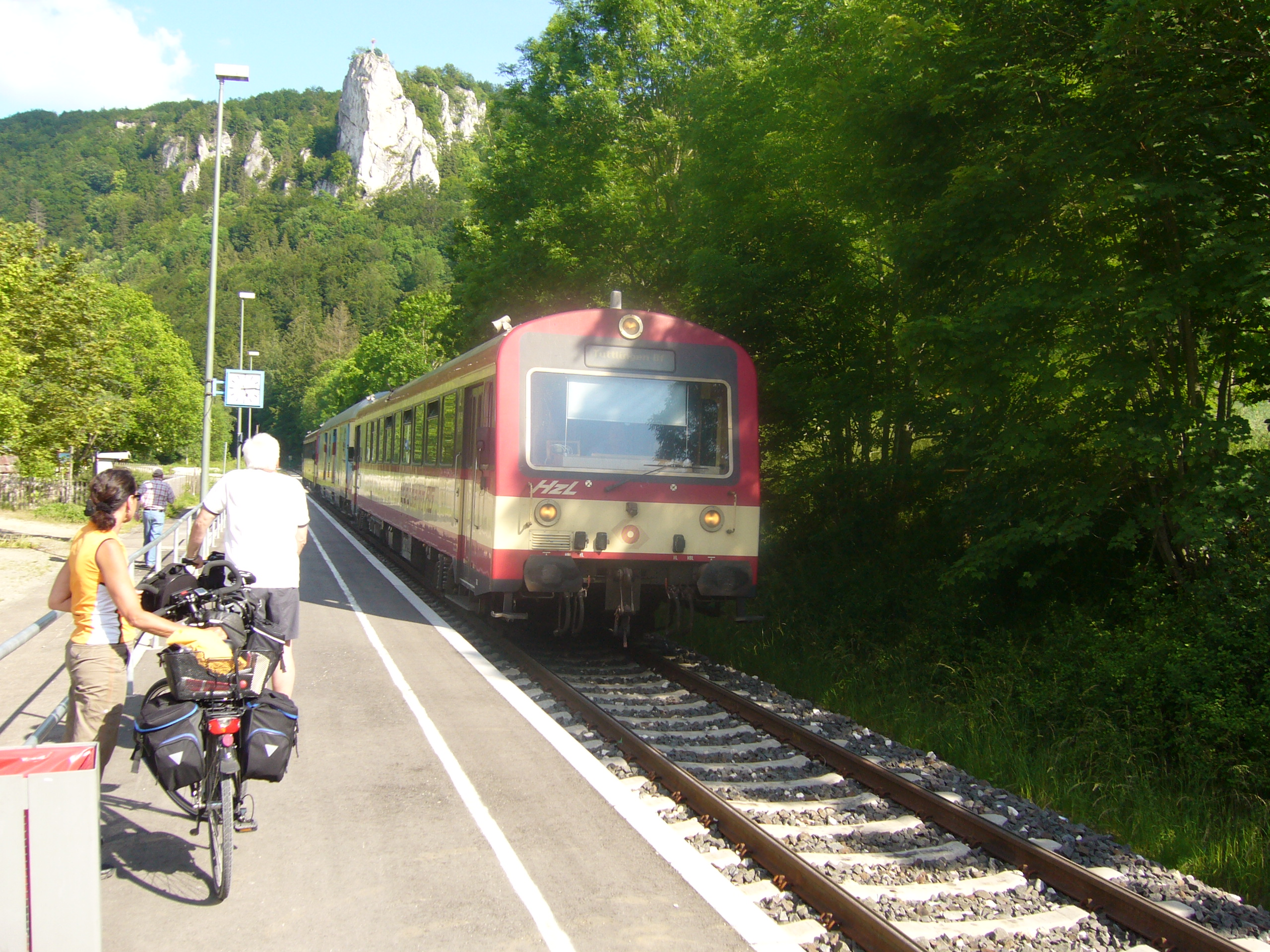